# Harlem Nights
Harlem Nights är en amerikansk långfilm från 1989 skriven och regisserad av Eddie Murphy. Murphy spelar även huvudrollen, med bland andra Richard Pryor, Redd Foxx och Danny Aiello i övriga roller.

## Handling
Sugar Ray (Richard Pryor) driver 1938 en nattklubb i Harlem, New York. Till sin hjälp har han sin yngre medhjälpare Quick (Eddie Murphy). Quick måste se till att Sugar Rays rygg är fri mot gangstrar och poliser.

## Rollista
| Eddie Murphy      | – Quick            |
| Richard Pryor     | – Sugar Ray        |
| Redd Foxx         | – Bennie Wilson    |
| Danny Aiello      | – Phil Cantone     |
| Michael Lerner    | – Bugsy Calhoune   |
| Della Reese       | – Vera             |
| Berlinda Tolbert  | – Annie            |
| Stan Shaw         | – Jack Jenkins     |
| Jasmine Guy       | – Dominique La Rue |
| Vic Polizos       | – Richie Vento     |
| Lela Rochon       | – Sunshine         |
| David Marciano    | – Tony             |
| Arsenio Hall      | – Crying Man       |
| Thomas Mikal Ford | – Tommy Smalls     |

## Utmärkelser

### Vinster
- Golden Raspberry Awards: Sämsta manus (Eddie Murphy)

### Nomineringar
- Oscar: Bästa kostym (Joe I. Tompkins)
- Golden Raspberry Awards: Sämsta regissör (Eddie Murphy)

## Mottagande
Filmen blev en relativ publikframgång men fick utstå stark kritik (bara 21 % av recensioner av filmkritiker på rottentomatoes.com är positiva). Gene Siskel kallade filmen en av 1989 års sämsta.

### Kommersiell respons
Filmen öppnade i Nordamerika i mitten av november 1989 och var 1:a på biotoppen. Den spelade in $16 miljoner de första tre dagarna och spelade till slut in $60 864 870 totalt i Nordamerika.